# Panal (álbum de Camila Moreno)
Panal es el segundo álbum de estudio de la cantautora chilena Camila Moreno, el cual fue lanzado el 21 de diciembre de 2012 en Santiago de Chile en el Centro Cultural Matucana 100.
Esta placa contó con la participación de la vocalista de Aterciopelados, Andrea Echeverri, y el guitarrista de Mr. Bungle, Trey Spruance.

## Lista de canciones
Todas las letras escritas por Camila Moreno, toda la música compuesta por Camila Moreno, excepto «Incendié», de Camila Moreno y Juan Cristóbal Meza. 
| N.º   | Título                             | Duración |  |
| 1.    | «Incendié»                         | 2:40     |  |
| 2.    | «De qué»                           | 4:06     |  |
| 3.    | «Raptado»                          | 4:09     |  |
| 4.    | «Panal»                            | 3:15     |  |
| 5.    | «Mandarina»                        | 5:05     |  |
| 6.    | «Te quise»                         | 3:52     |  |
| 7.    | «El amor a las hierbas salvajes»   | 2:59     |  |
| 8.    | «Caer»                             | 3:45     |  |
| 9.    | «Yo enterré mis muertos en tierra» | 3:27     |  |
| 10.   | «Sabré si al final»                | 3:57     |  |
| 11.   | «Idea»                             | 2:38     |  |
| 12.   | «Ya no tengo cuidado»              | 2:52     |  |
| 13.   | «Nada que ver»                     | 5:14     |  |
| 48:05 |                                    |          |  |

## Créditos
- Camila Moreno: Voz, charango, teclados
- Matías Mardones: Baterías y percusiones
- Cristián Heyne: Bajo, guitarra, teclados y ambientes
- Hernán Muñoz Julio: Violín y viola en "Mandarina"
- Pablo Cristi: Arpa
- Celso López Quiroz: Chelo en "Mandarina"
- Trey Sprvance: Guitarra eléctrica en "Incendié" y "Raptado"
- Andrea Echeverri: Voz invitada en "Incendié"
- Iván Gonzales: Guitarra eléctrica en "Yo enterré mis muertos en tierra"
- Pablo Jara: Saxo bariton en "Yo enterré mis muertos en tierra"
- Matías Piñera y Eduardo Candia: Coros
- Arreglos de coros, arpas y cuerdas: José Miguel Tobar, Camila Moreno
- Dibujos: Camila Moreno, Javier Pañella
- Diseño: Javier Pañella